# Rhynchostegium georgianum
Rhynchostegium georgianum är en bladmossart som beskrevs av Hugh Neville Dixon och Abel Joel Grout 1930. Rhynchostegium georgianum ingår i släktet näbbmossor, och familjen Brachytheciaceae. Inga underarter finns listade i Catalogue of Life.